# Tepeaca
Tepeaca es una ciudad del estado mexicano de Puebla, es la cabecera del municipio de Tepeaca. Se ubica a 35 km de la Ciudad de Puebla, está ubicada en el Valle de Tepeaca-Tecali de Herrera. Su nombre proviene de una alteración castellana de "Tepeyacatl", compuesto de las voces náhuatl tepetl 'cerro' - piedra y yacatl 'nariz, punta, lo que está en primer plano' (puede traducirse de varios modos 'en la punta del cerro' o 'el cerro de enfrente' o 'el principio de los cerros'). Se le ha denominado "Tepeaca de Negrete" porque allí nació y vivió el general Miguel Negrete Novoa. Se extrae y procesa ónix y mármol junto con el vecino municipio de Tecali de Herrera .
Tepeaca es famosa por ser el lugar en donde se venera al Santo Niño Jesús Doctor de los Enfermos, una imagen del  Niño Dios que fue traída por unas monjas de la orden de las josefina. En la parroquia que es venerado el Niño Doctor afuera hay expos en la explanada los días sábados y domingo que consta con más de 100 puestos, para que puedas adquirir algunas piezas de ónix, mármol, dulces típicos, vestimenta tradicional e incluso piezas de yeso.
Las lenguas indígenas más habladas son 
- Náhuatl (1610 habitantes),
- Totonaco (1250 habitantes) y
- Mixteco (420 habitantes).

## Historia

### Época prehispánica
Tepeaca es descendiente del antiguo señorío de Tepeyacac el cual tuvo su origen en las migraciones tolteca-Chichimecas del siglo XII. Con la conquista de los tlatelolcas en 1438 y de los Mexicas en 1446 la región se convirtió en tributaria de los imperios circunlacustres y de gran importancia en las relaciones entre el valle central y la tierra caliente del Golfo. Tepeaca fue conquistada por los aztecas en 1466 y fundada por Hernán Cortés bajo el nombre de "Villa de Segura de la Frontera", el 4 de septiembre de 1520. En ese año, luego de que huyera derrotado a Tlaxcala, Hernán Cortés supo ahí que los tepeyacanos dieron muerte a varios españoles que iban de Veracruz a Tenochtitlan. Comprendiendo la ubicación estratégica de la villa, situada en el principal camino de tierra adentro, decidió sojuzgar por medio de la violencia militar a sus pobladores en una de las llamadas "entradas" de castigo y fundar ese mismo año, sobre el mismo sitio.

### Época Virreinal

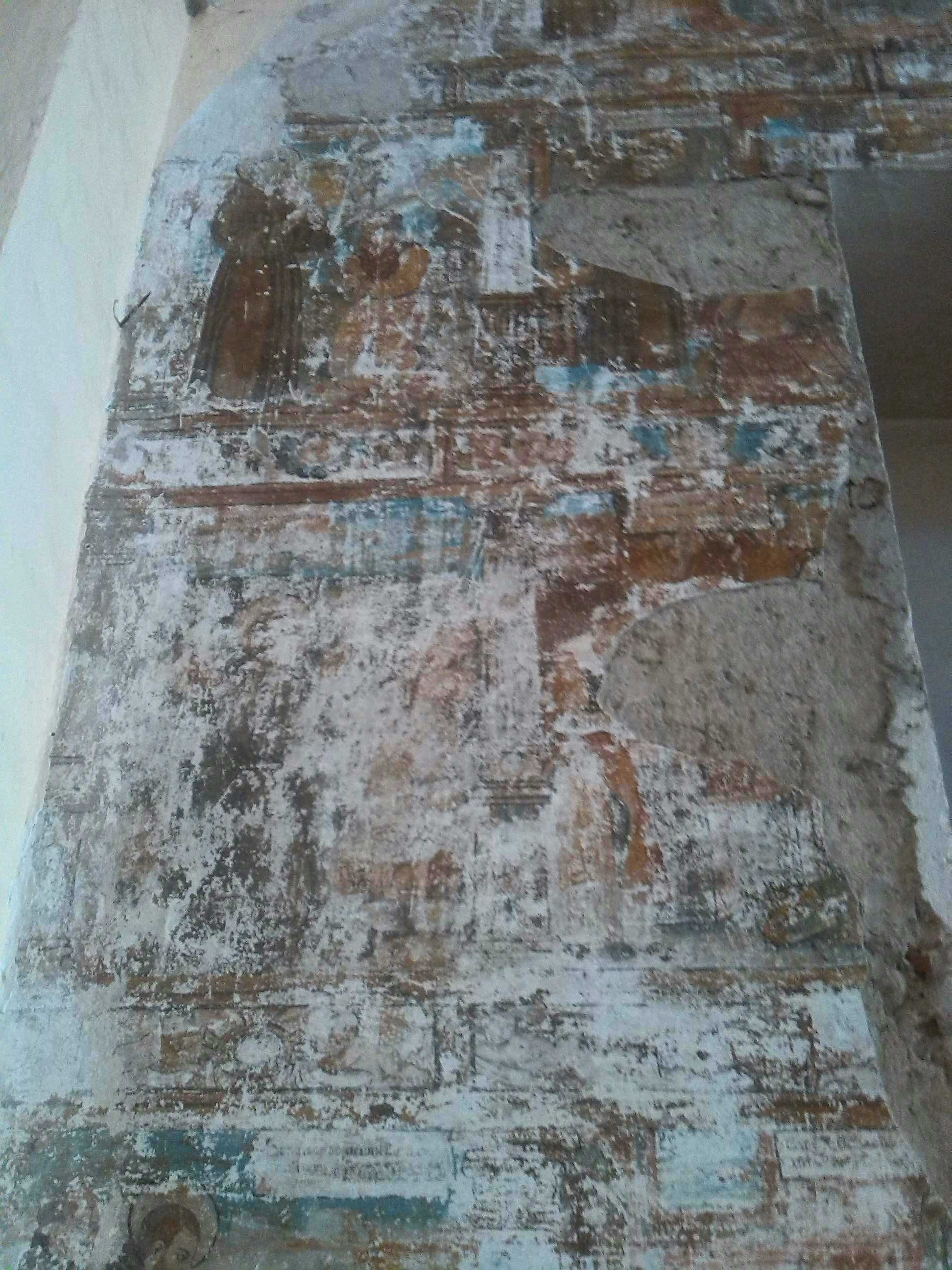
Restos de un mural franciscano del en el Exconvento de San Francisco

En 1543 la villa Segura de la Frontera fue trasladada por los frailes franciscanos al pie del cerro, donde levantaron un gran monasterio consagrado a San Francisco de Asís. El Escudo de Armas le fue concedido el 22 de febrero de 1549. En él figura sobre un campo de gules un águila con las alas abiertas, sobre un cerro, dando sin duda el nombre indígena de la ciudad. A mediados del Siglo XVI, en España se aplicaron las Leyes Nuevas que suprimió el sistema de encomiendas e impusieron los corregimientos, esto llevó a que Tepeaca se convirtiera en provincia, regida por un alcalde y un corregidor. En las dos décadas siguientes muchos asentamientos originales fueron abandonados. Tepeaca se dice que se convirtió en ciudad hacia 1559 pero esto es falso ya que no contaba con los suficientes recursos para ser nombrada ciudad, en conclusión, fue nombrada un pueblo. Cortes encomendó Tepeaca a Pedro Almendez Chirinos en 1526, el teniente gobernador Alonso de estrada tomó la encomienda para sí, pero en el mismo año Alméndez la recuperó y conservó hasta que la merced expiró en 1544. Tepeaca tuvo en este año un corregidor, once años después este magistrado fue redesignado alcalde mayor y también encargado de las encomiendas de Quecholac, Tecali y Tecamachalco, con jurisdicción en los corregimientos de Huahuatlauca, Nopalucan y Tepeji de la Seda.
Una cédula de 1706 que entró en vigor de 1709-1710 concedió a los duques de Atlixco el derecho de nombrar al Alcalde mayor de Tepeaca y desde 1787 la jurisdicción pasó a formar parte de la intendencia de Puebla Cálculos del siglo XVI atribuyeron una población de 1000,000 familias tributarias, población que se redujo sucesivamente a 25 300 personas en 1570 a 11 500 en 1600, 4138 en 1626, 5040 en 1650 para incrementarse ligeramente a 7189 en 1696, 5133 en 1743 llegando a 11 342 personas hacia 1800.
Durante el Siglo XVIII, entró a gobernar la Casa de Borbón en España, Carlos III empezó a aplicar las Reformas Borbónicas para consolidar su imperio. En consecuencia, Tepeaca deja de ser provincia y se convierte en Jurisdicción, incorporándose a la Intendencia de Puebla (hoy Estado de Puebla).

### Época independiente
En la época independiente, sobresale el general Miguel Negrete Novoa. Y a partir de la década de los 40 del siglo XX, se inicia la veneración del Santo Niño Doctor.

## Poblaciones pertenecientes al municipio de Tepeaca
Sin contar la cabecera municipal del mismo nombre (Tepeaca), el municipio cuenta con un total de 21 localidades:
- Candelaria Purificación
- San Hipólito Xochiltenango.
- Santiago Acatlán.
- San José Carpinteros.
- San Nicolás Zoyapetlayoca.
- San Pablo Actipan.
- Álvaro Obregón.
- San Bartolomé Hueyapan.
- San Lorenzo la Joya de Rodríguez.
- San Mateo Parra.
- San Pedro la Joya.
- Santa Ma. Oxtotipan.
- Zahuatlán de Morelos.
- Guadalupe Calderón.
- San Cristóbal los Nava.
- San Cristóbal Hidalgo.
- San Felipe Tenextepec.
- Vicente Guerrero.
- Los Reyes de Ocampo.
- San Francisco Buenavista.

## Actividad económica
Su población al año 2020 es de 43,761 población femenina y 40,509 población masculina, siendo un total de 84,270 habitantes. Los rangos de edad que concentraron mayor población fueron 0 a 4 años (8,908 habitantes), 5 a 9 años (8,741 habitantes) y 10 a 14 años (8,457 habitantes). Entre ellos concentraron el 31% de la población total.
Hay un total de 5398 hogares en Tepeaca, de los que 5305 son casas normales o departamentos. 159 hogares tienen piso de tierra y 337 consisten en un cuarto solo. En Tepeaca hay 5014 viviendas que cuentan con instalaciones sanitarias, 5023 viviendas que están conectado a la red pública y 5162 viviendas tienen acceso a la luz eléctrica. De las hogares en Tepeaca aproximadamente 817 tienen una o más computadoras, 2905 cuentan por lo menos con una lavadora y 5004 viviendas tienen uno o más televisores. La información sobre Tepeaca está basada en el censo del 2005 efectuado por el Instituto Nacional de Estadística Geografía e Informática (INEGI).
- Agricultura.- El municipio produce distintos granos, encontrándose entre los principales el maíz, frijol, y trigo; en relación con la fruticultura se cultiva durazno, manzana, chabacano, capulín, col, calabacita, lechuga, tomate, ajo y zanahoria; y en cuanto al forraje la alfalfa.

- Ganadería.- En esta actividad el municipio solo cuenta con ganado de traspatio, entre los que se encuentran bovino, caprino, porcino, y equino, principalmente, existiendo otros como el mular, asnal y diferentes variedades de aves.

- Industria.- En el municipio de Tepeaca hay industrias manufactureras como: fabricación de prendas de vestir, calzado e industria del cuero, productos de madera y corcho, laminadoras de mármol, productos metálicos, excepto maquinaria y equipo, equipo de transportes y sus partes, maquinaria y equipos eléctricos y electrónicos, elaboración de alimentos, fabricación de cal, explotación y transformación de ónix y mármol.

- Comercio.- Cuenta con establecimientos comerciales como abarrotes, loncherías, farmacias, carnicerías, neverías, refresquerías, pollerías, venta de frutas y legumbres frescas, vinatería, almacenes varios, sastrerías, papelerías, y una gran cantidad de centros comerciales en donde se venden artículos de primera y segunda necesidad. En la plaza central del municipio se podrán encontrar diferentes tipos de artesanías y suvenires.

- Servicios.- Se ofrecen servicios de talleres de reparación de automóviles y camiones, reparación de llantas y bicicletas, restaurantes, 12 hoteles, cuatro gasolineras, servicio de taxis, un auditorio, una universidad privada y un instituto tecnológico, 3 hospitales públicos y 5 privados,5 instituciones bancarias, 2 mercados y una plaza comercial.

- Población Económicamente Activa por Sector.- La población económicamente activa del municipio es del 38.2 % y el 59.7 % corresponde a la población económicamente inactiva, siendo el 2.1 % no especificado.

Dentro de las actividades económicas por sector se tiene una población ocupada del 98.6 % distribuidas de la siguiente forma:
- Sector primario

(Agricultura y Ganadería). 39.8 %
- Sector secundario

(Construcción y Electricidad) 22.1 %
- Sector terciario

(Comercio, Turismo y Servicios) 35.2 %

## Atractivos turísticos
Archivo:Exconvento de San Francisco

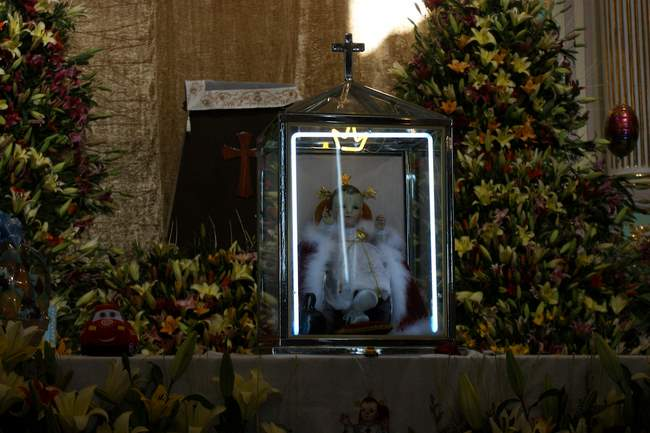
Niño Doctor

- Antiguo convento de San Francisco de Asís, Cuyas labores de construcción iniciaron en 1559 y concluyeron hasta 1593. Consagrado a San Francisco, el ex convento se levanta al filo de la anchurosa plaza principal, ofreciendo el aspecto de fortaleza inexpugnable. Su mole imponente, su corona de almenas, sus contrafuertes rematados por garitones para los centinelas y más que nada los dos pasajes de ronda, denuncian su función templo-fortaleza y es el único con características moriscas.

- El Rollo (Torre con reloj). Se dice que hasta el llegaba un túnel que partía del monasterio, cuya vista lateral, muestra los elementos que le confirieron el carácter de convento-fortaleza. Dicha edificación fue mandada construir por el entonces Alcalde Mayor Francisco Verdugo, para significar la importancia de la ciudad, que desde el año de 1559 había recibido de parte de la Corona española la categoría de ciudad y escudo de armas. Este hermoso edificio octagonal de estilo mudéjar que es la representación más viva del mestizaje colonial, tuvo en el principio la doble función: como símbolo de la ciudad desde donde se leían los edictos, proclamas reales, torre de vigilancia y picota, es decir, el lugar en donde se castigaba, se hacía pública y se ejecutaba la acción de la justicia. Posteriormente le fue acondicionado un reloj que fue el primero en toda Latinoamérica, función pública que tiene en la actualidad.

- Tianguis de los viernes: Todos los viernes se coloca un tianguis al que asisten comerciantes de otros estados de la República como son de Hidalgo, Morelos Tlaxcala y obviamente comerciantes poblanos, en el que la mayoría de los clientes son mayoristas por lo que dan precios relativamente bajos, además algo interesante es que dicho tianguis se comienza a colocar aproximadamente a las 3 h del día viernes para concluir a las 15 h del mismo, es decir un horario no habitual.

- Casa de Cortés: Dicha construcción es una casona de un solo nivel, construida a finales del siglo XVII, en la esquina noroeste de la plaza principal de la cabecera municipal de Tepeaca. En la cual actualmente se encuentra el museo regional del municipio.

- Santuario del Niño Jesús Doctor de los Enfermos , en lo cual reciben peregrinaciones procedentes de diversas partes del Estado de Puebla y del país, que visitan a la imagen.

- Excolecturia del Diezmo Casa de Cultura se ubica en la Calle 3 Oriente núm. 111.[6] Lugar en donde eran guardados los granos de los habitantes de la región durante la época colonial, aún podemos encontrar una gran bodega en perfecto estado con una gran capacidad para almacenar granos.

## Gastronomía
Las tradicionales carnitas, cueritos, el chicharrón, tamales , cecina, barbacoa y mole poblano. Buñuelos, dulce de calabaza, higo, jamoncillo de semilla y en el día de Todos los Santos se hacen figuras de pepita en dulce vidriado. Se sirve pulque de maguey, chocolate y atole de masa.

## Lugares de interés
El mirador de Tepeaca, que se encuentra en el cerro.

## Fiestas y tradiciones

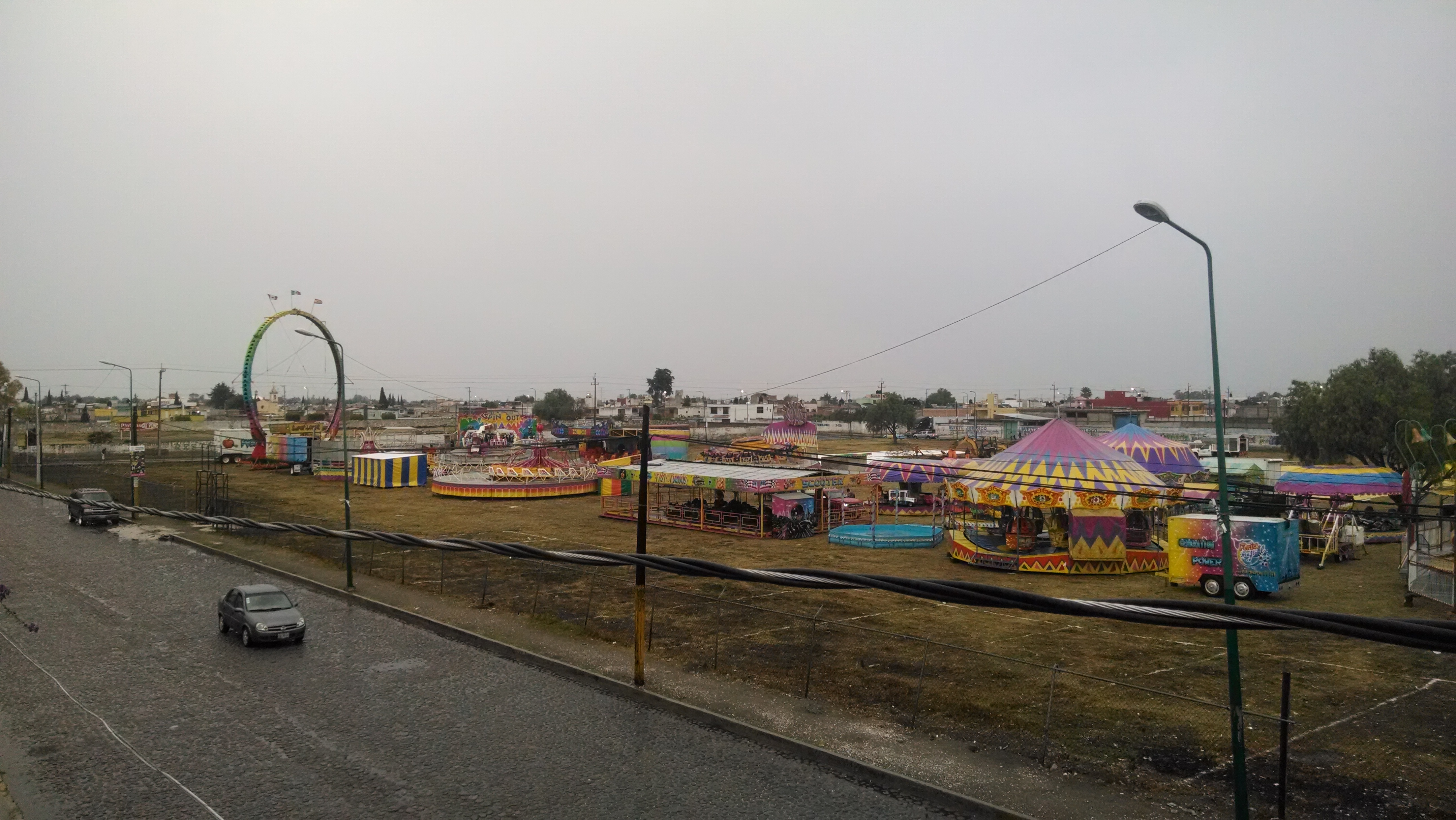
Feria de Tepeaca

El 30 de abril se realizan las Solemnidades del Santo Niño Jesús Doctor de los Enfermos, ahí llegan peregrinaciones de varias partes de México a visitarlo. La imagen del Santo Niño se venera desde 1942 en Tepeaca.
Este 2014 se adaptó una nueva explanada de la feria ya que en años anteriores solo abarcaba en centro, la organización Ignacio Zaragoza se encarga de hacer eventos los cuales son:la quema de los juegos pirotécnicos como son el castillo donde ponen la imagen del Santo Niño Doctor, bailes folclóricos, exposiciones fotográficas de Tepeaca años atrás, grupos musicales, luchas y payasos en la explanada del centro, mientras que el presidente se encarga de hacer bailes o conciertos en la explanada de la feria.
Las personas de algunos pueblos como son: Benito Juárez, San Cristóbal Los Nava, San Pedro Entre Otros Pueblos tienen por costumbre ir caminando desde su pueblo hasta la Parroquia ya que esta costumbre la hacen año con año por lo milagroso que es el Santo Niño Doctor.
En el mes de octubre se realiza la Feria Regional, con exposición del ónix y mármol, el 4 de ese mes se realiza la Fiesta Patronal de San Francisco de Asís.

## Educación
Tepeaca cuenta con  una amplia gama de centros e instituciones educativas tanto de nivel básico, medio superior y superior:
Básico
- Primaria "Profesor Jesús N. Merino"
- Primaria "Manuel Ávila Castillo"
- Primaria "Centro Escolar Miguel Negrete Novoa"
- Primaria Particular "El Pinar del Carmen"
- Primaria Particular "José González Soto"

- Secundaria Técnica N°75 Tepeaca
- Secundaria General "Filiberto Quiroz"
- Secundaria Particular "El Pinar del Carmen"
- Secundaria Particular "José González Soto"
- Secundaria General "Netzahualcóyotl"
- Secundaria "Centro Escolar Miguel Negrete Novoa"

Medio superior
- Preparatoria BUAP Tepeaca (Antes Prepa "2 de Octubre 1968, Sección Tepeaca")
- Centro Tecnológico Industrial y de Servicios N°151 "General Miguel Negrete Novoa"
- Bachillerato General "Centro Escolar Miguel Negrete Novoa"
- Preparatoria Particular "El Pinar del Carmen"
- Preparatoria Particular "José González Soto"
- Bachillerato Gral. Oficial Manuel Ávila Castillo"

Superior
- Centro de Estudios Superiores de Tepeaca (CEST)
- Instituto Tecnológico Superior de Tepeaca (ITSTepeaca)
- Complejo Universitario y de Postgrado Acata Coca"  (CUPAC)
- Complejo Regional Centro BUAP: Campus Superior Tepeaca

## Política

### Cronología de los Presidentes municipales
- Andrés Hernández (1939-1940)
- Félix Ramales (1941-1943)
- Manuel Ramírez S. (1944-1945)
- Aurelio Méndez Silva (1946-1948)
- Luis Muñoz Aranda (1948-1951)
- Rafael Bautista Jiménez (1951-1954)
- José Huerta Fuentes (1954-1957)
- Andrés Funez Méndez (1957-1960)
- Alba Huerta Ruíz (1960- )
- José Centeno Juárez (1961-1963)
- José Centeno Reyes (1963-1966)
- Daniel Viveros Torres (1966-1969)
- Juan Aguilar Cortés (1969-1972)
- Abel Juárez Palacios (1972-1974)
- Rafael Salmorán Bautista (1974-1975)
- Sergio Centeno López (1975-1978)
- José Centeno Reyes (1978- )
- Bernardo Centeno Juárez (1978-1981)
- Ángel Juárez Palacios (1981-1984)
- Roberto Centeno Reyes (1984-1987)
- Juan V. Aguilar Viveros (1987-1990)
- Julián Yunez Arellano (1990-1993)
- Humberto E. Aguilar Viveros (1993-1996)
- Rubén Huerta Ruíz (1996-1999)
- José de Jesús Vázquez García (1999-2001)
- José Luis Contreras Coeto (2002-2005)
- Arturo Norato Jiménez (2005-2008)
- Martín de Jesús Huerta Ruíz (2008-2011)
- Isauro Crisóforo Rendón Vargas (2011-2014)
- David Edgardo Huerta Ruíz (2014-2018)
- Sergio Salomón Céspedes Peregrina (2018-2021)
- José Huerta Espinoza (2021-2024)
- Julián Alfredo Velázquez Romero (2024-2027)

### Regionalización política y administrativa

#### Representación legislativa
Para la elección de diputados locales al Congreso de Puebla y de diputados federales a la Cámara de Diputados federal, el municipio de Tepeaca se encuentra integrado en los siguientes distritos electorales:
Local:
- Distrito electoral local de 4 de Puebla con cabecera en Tepeaca.[7]

Federal:
- Distrito electoral federal 7 de Puebla con cabecera en la Tepeaca.[8]

### Centros Administrativos
Pertenece a:
- Distrito Judicial 15 de Puebla con cabecera en Tepeaca.[9]
- Jurisdicción Sanitaria 09 de Tepexi de Rodríguez
- Coordinación Regional de Desarrollo Educativo CORDE 09 de Tepeaca

### Relaciones internacionales

#### Hermanamientos
La ciudad de Tepeaca tiene Hermanamientos con 4 ciudades alrededor del mundo
- Nandaime, Nicaragua (2017)[10]
- Mitla, México (2019)[11]
- San Andrés Cholula, México (2019)[12][13][14][15][16]